# Rámen
A rámen (ラーメン; Hepburn: rāmen) japán tésztaleves. Kínai típusú búzalisztből készített tésztát, húsból (vagy alkalmanként halból) készült alaplevet tartalmaz, melyet gyakran ízesítenek szójaszósszal vagy miszóval. Feltétként legtöbbször disznóhúst (チャーシュー, csású), szárított tengeri moszatot (海苔, nori), kamabokót, illetve zöldhagymát tesznek rá. Japán szinte minden régiójának megvan a saját rámenváltozata, a tonkocu típusútól (sertéscsontleves-alap) Kjúsú vidékén, a miszó alapú Hokkaidó szigetén népszerű. A rámentésztát a kínai (日式拉面, zsisi lamien (rìshì lāmiàn)) és a koreai konyhaművészet (라면, ramjon (ramyeon)) is használja. A „rámen” japánul a kínai lāmiàn (kínaiul: 拉麵) szóból származik, ami azt jelenti, hogy „húzott tészta”.

## Története
A rámen eredete tisztázatlan. Egyes feltevések szerint Kínából származik, míg mások szerint a 20. században találták fel Japánban. Nevének eredete is talányos, sokak szerint a rámen a kínai „lamian”-ból jön, ami kézzel gyúrt tésztát jelent. Az 1950-es évekig „sina szoba” (支那そば) néven volt ismert (nagyjából azt jelenti: kínai tésztaétel), azonban ahogy a rámen egyre inkább nemzeti étellé vált, úgy terjedt el az új név. A második világháború után az Egyesült Államok olcsó lisztet exportált Japánba, és ez, valamint a frontról hazatérő japán katonák kínai konyhával kapcsolatos tapasztalatai lassan hozzájárultak a rámen népszerűsítéséhez – igaz, eleinte még csak különleges alkalmakkor fogyasztották, vendéglőkben.
1958-ban feltalálták az instant tésztát, amely hozzájárult a robbanásszerű elterjedéshez, hiszen gyakorlatilag bárki elkészíthette otthon könnyen és gyorsan az ételt. Ennek köszönhetően hamarosan a rivaldafénybe került, és elkezdtek kialakulni regionális alváltozatai is.

## Fajtái
A ráment számtalan változatban készítik – ez általában attól függ, az ország melyik vidékén, illetve melyik gyártó készíti, így gyakran még két egyforma nevű rámen is teljesen különböző lehet. A két fő összetevő azonban változatlan: tészta és alaplé.

### Tészta

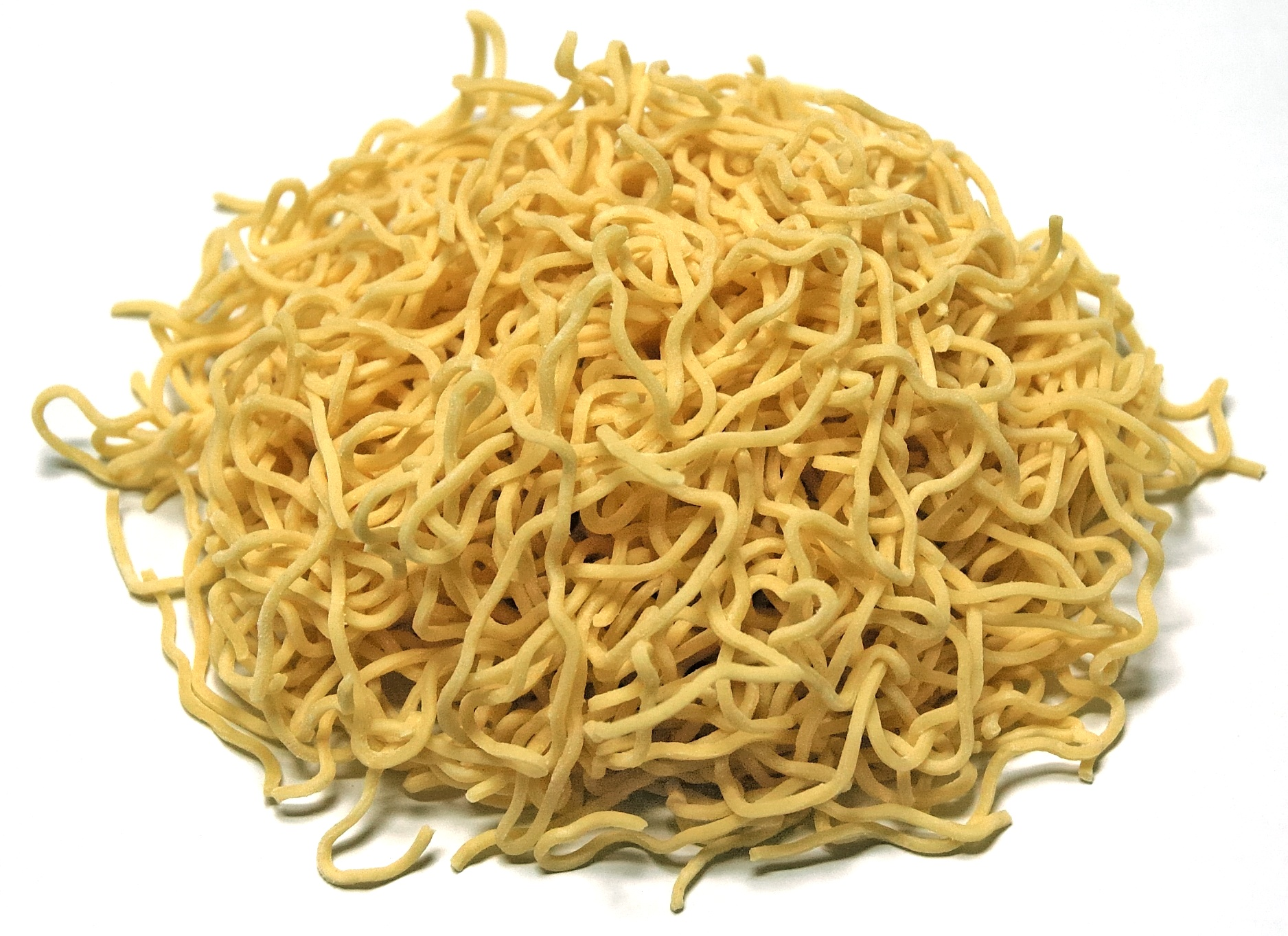
Friss rámentészta

A legtöbb esetben a tészta egyszerű hozzávalókból készül: búzaliszt, só, víz és az úgynevezett kanszui, ami egy lúgos ásványvíz nátrium-karbonát és kálium-karbonát tartalommal, valamint kis mennyiségű foszforsavval. Ennek köszönhetően lesz a tészta jellegzetesen sárgás árnyalatú és szálas. Esetenként a vizet tojással helyettesítik, de van, hogy egyik sem kerül bele, ezt legtöbbször jakiszobához adják. A tészta formája és hossza változatos: lehet vékony vagy vaskosabb, illetve egyenes és hullámos.

### Alaplé

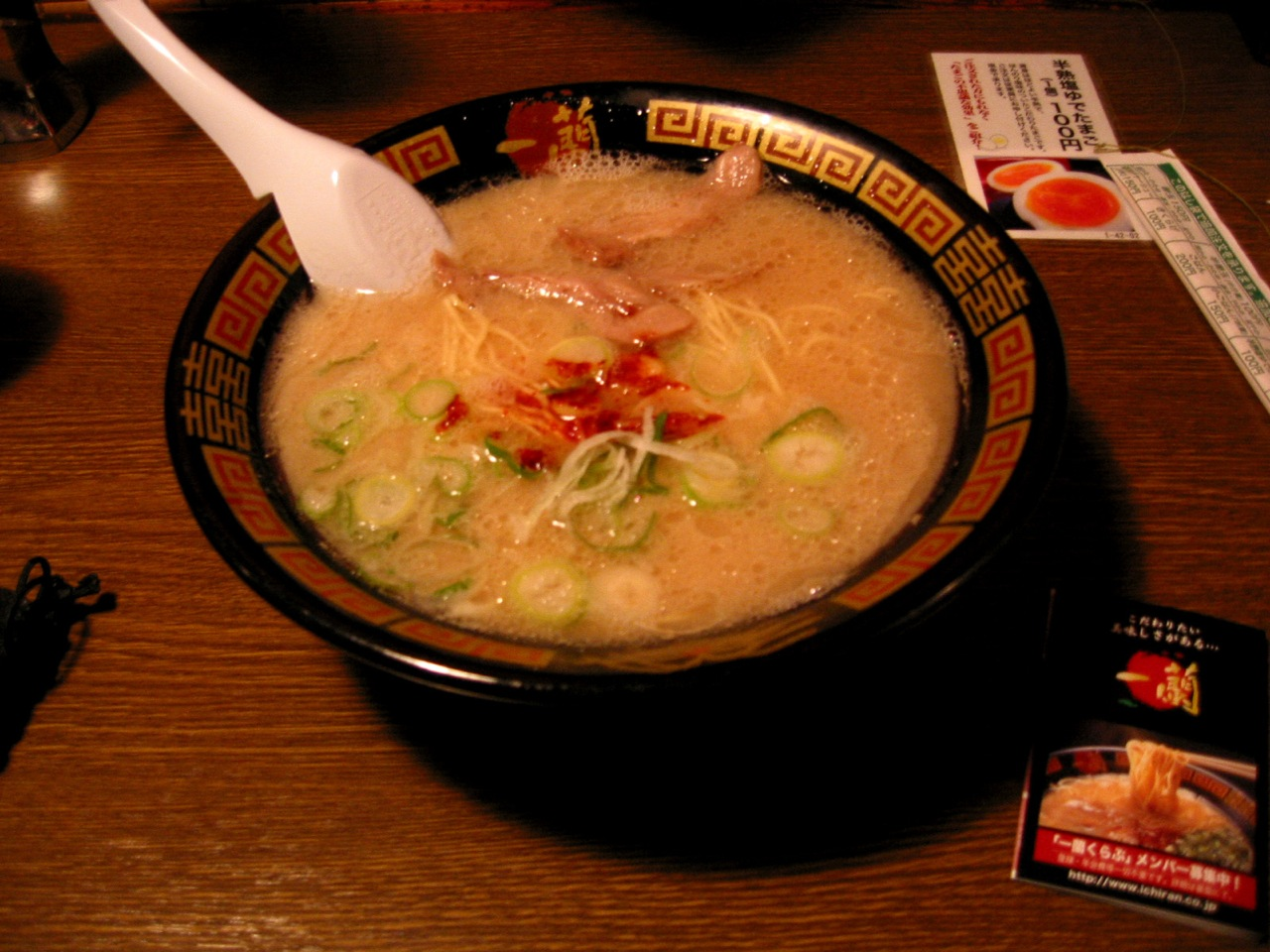
Tonkocu rámen

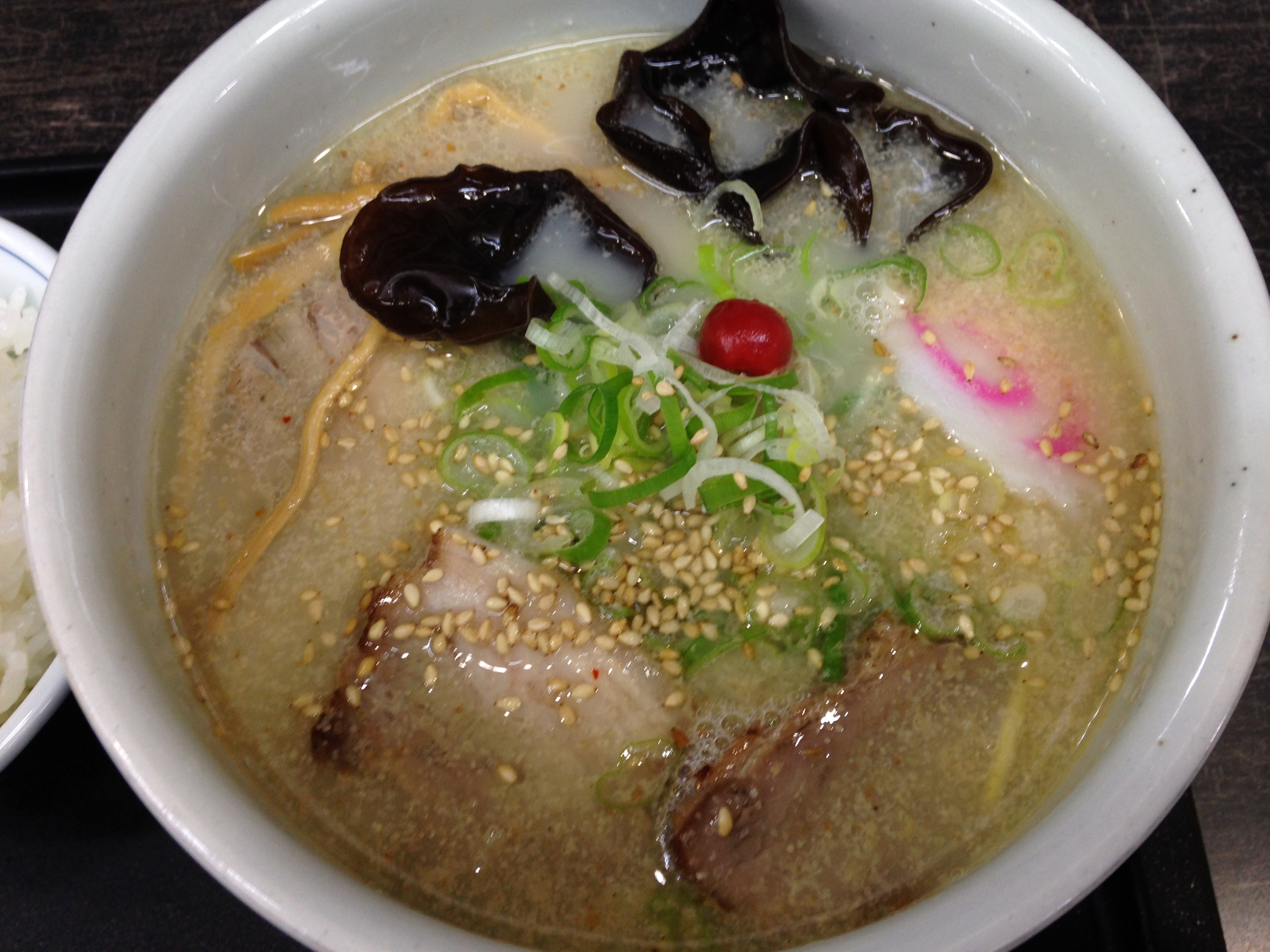
Sió rámen

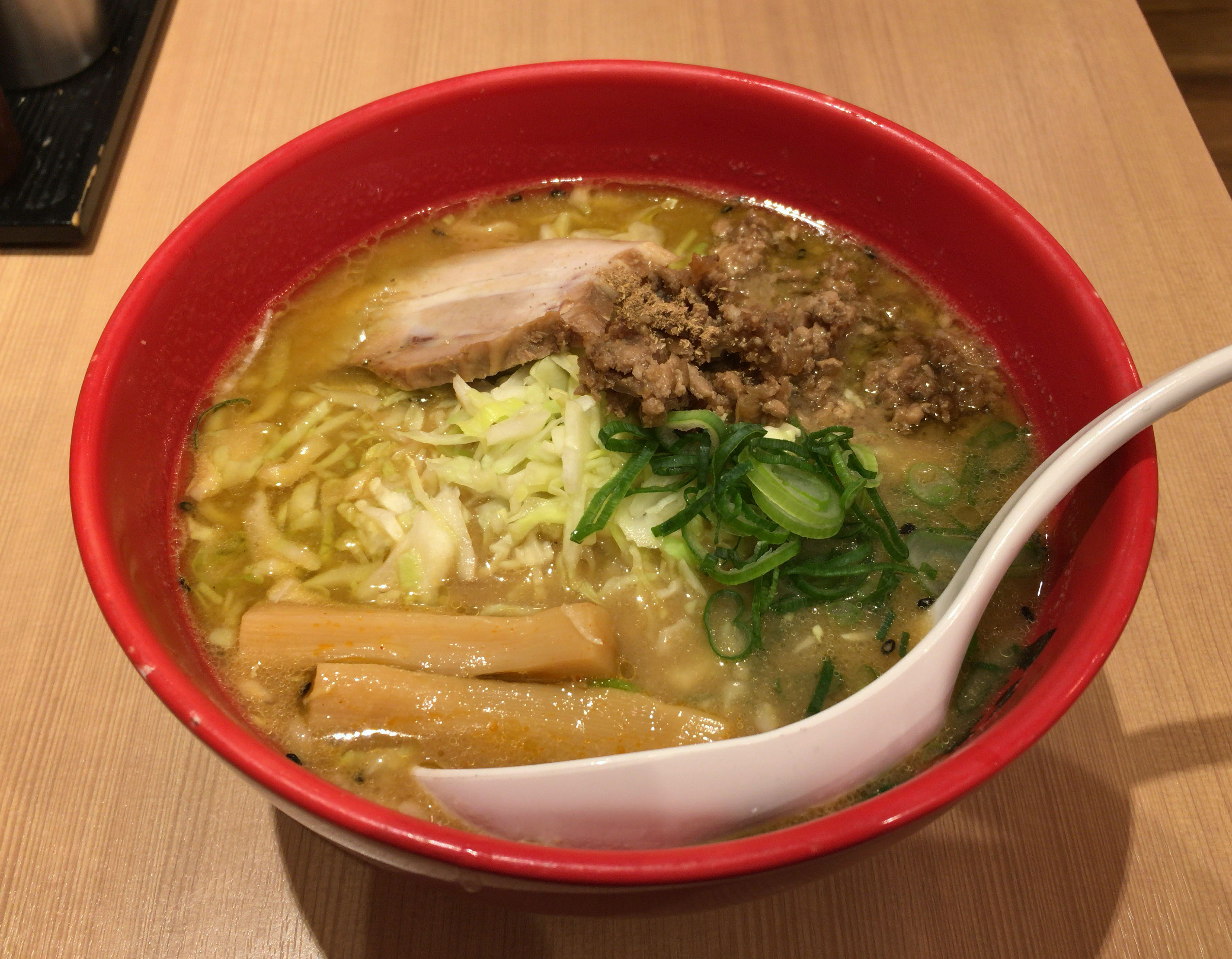
Miszó rámen

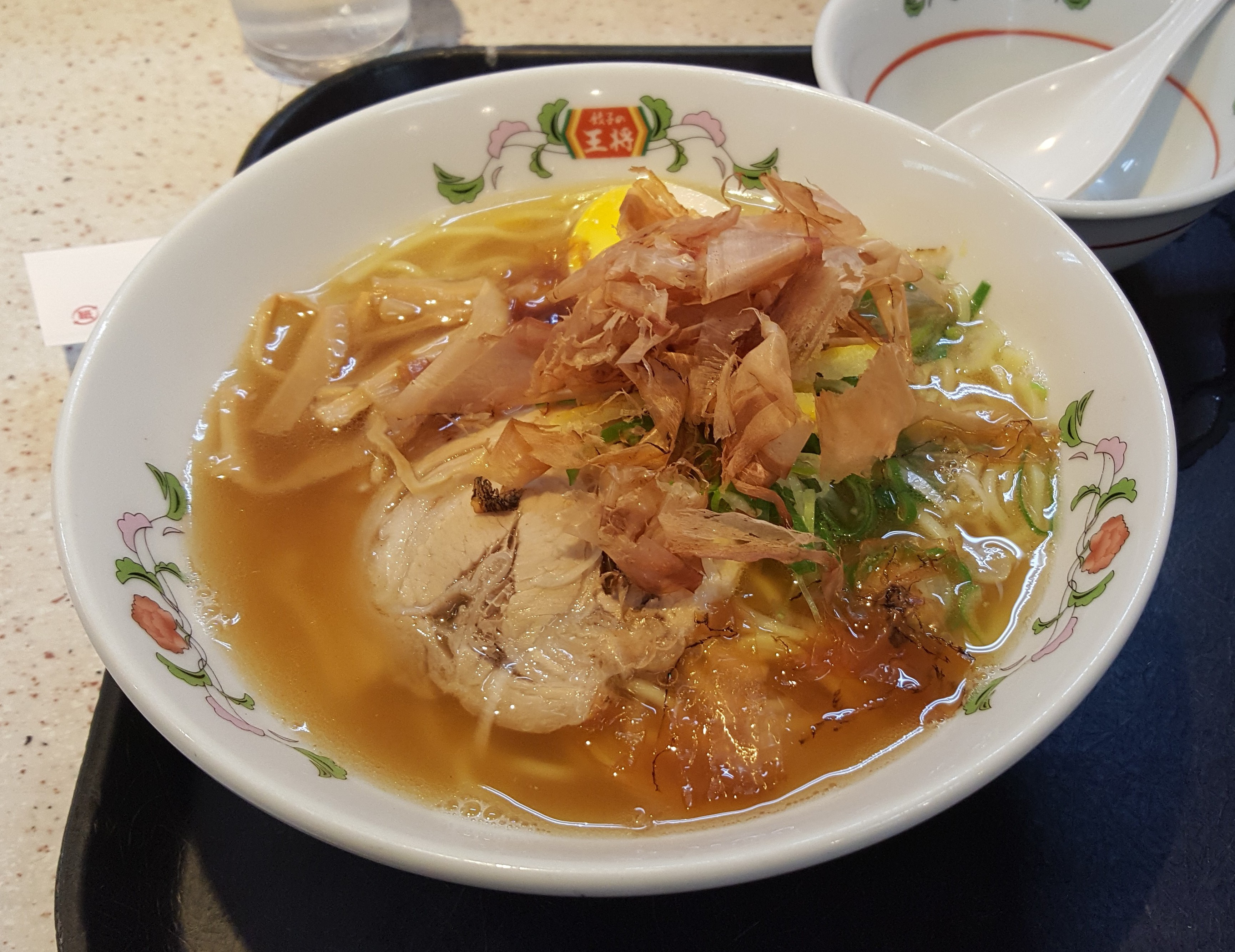
Shoyu rámen

Az alaplé többnyire húsleves, mely csirkéből vagy sertésből készül, többféle fűszer hozzáadásával. Ez lehet kombu (moszat), kacuobusi (szárított tonhaldarabok), nibosi (szárított aprószardínia), marhacsontok, siitake gomba, illetve hagyma, valamint só, miszó, és szójaszósz. A keletkezett levet négyféleképpen lehet csoportosítani (bár manapság már elmosódik közöttük a határvonal):
- Sió (’só’) a rámen talán a legrégebbi fajtája, általában halvány színű, áttetsző húsleves, gazdagon megsózva, emellett csirke, zöldségek, hal és tengeri moszat hozzáadásával. Alkalmanként sertéscsontokat is hozzáadnak, de nem főzik túl sokáig benne. A feltétet néha csirkehúsgolyókkal, savanyított szilvával és kamabokóval helyettesítik. A tészta állaga és jellege változó, de általában véve egyenes.
- Tonkocu (豚骨, ’sertéscsont’; nem összekeverendő a tonkacuval, amely zavarosabb, de hígabb fehér lé). Pirított sertéscsontok és zsiradék felhasználásával készül, amit több órán keresztül főznek magas hőfokon. Ennek eredménye egy egészen sűrű, és rendkívül finom alaplé. Bizonyos helyeken kevés csirkehús, zöldség és szójaszósz is kerül bele. A tészta vékony és egyenes, gyakran savanyított gyömbérrel kínálják. A legutóbbi időkben szezámolajat is felhasználnak a feltéthez.
- A sóju (’szójaszósz’) rámen alaplevének színe barnás, fő hozzávalója csirke és zöldségek (vagy néha hal vagy marhahús), bőségesen hozzáadott szójaszósszal, amely a lé karakterét és színét alapvetően megszabja. Ehhez a típushoz a legtöbbször hullámos tésztát szolgálnak fel. Gyakran marinált bambuszszeletek, zöldhagyma, haltorta, tengeri moszat, főtt tojás, babpaszta és feketebors is kerül mellé, alkalmanként csili, illetve kínai fűszerek.
- A miszó rámen viszonylag újkeletű, a hatvanas években kezdett elterjedni. Hokkaidó szigetén fejlesztették ki, alapja a miszó és a csirkés (vagy halas) olajos alaplé megfelelő arányú keveréke, néha tonkocuval. Az eredmény egy sűrű, tartalmas, enyhén édes lé, amelynek íze elég erőteljes, így a hozzá való feltétek fűszeres babpaszta, vaj és kukorica, zöldhagyma, disznóhús, káposzta, szezámmagok, fehér bors, illetve fokhagyma. A tészta jellegzetesen vastag, hullámos és rágós.

### Feltétek
A megfelelően elkészített alaplé gyakorlatilag bármennyi feltétet elbír, ezek közül a legnépszerűbbek:
- Csású (szeletelt pirított sertéshús)
- Zöldhagyma
- Fűszeres főtt tojás
- Babpaszta
- Menma (fermentált bambuszdarabok)
- Kakuni (pirított sertéshúskockák)
- Nori (szárított tengeri moszat)
- Narutomaki/kamaboko (formázott halkrém)
- Kukorica
- Vaj

## Hozzáférhetőség
A híres japán izakaják, karaokebárok, illetve más szórakoztató egységek is kínálnak ráment – de a legjobb minőséget az úgynevezett rámen-ja éttermekben készítik, melyek kifejezetten erre specializálódtak. Más fogásokat itt nem igazán lehet kapni, de előfordul, hogy felszolgálnak sült rizst, gyózát, illetve sört. Újabban megjelentek a rámenautomaták is, melyek az utcán is elérhetővé tették ezt az ételt.
Kínában zsisi lamien (rìshì lāmiàn) néven ismert és közkedvelt. Gyakran együtt szolgálják fel tempurával vagy jakitorival, ami Japánban nem megszokott. Koreában mint ramjon (ramyeon) ismerik, többféle variációja van, köztük a legkedveltebb a kimcshi-rámen. Legtöbbször répával, zöldhagymával vagy tojással tálalják, de néha kerül bele rizsgombóc, ttok, vagy sajt. A közép-ázsiai variáció tésztája vékonyabb és kissé fűszeresebb az alaplé is.
Hazánkban az eredeti rámen meglehetősen nehezen beszerezhető importtermék, széles körben csak a rámen-jellegű instant levesek (pl. a Nissin Foods Smack-termékei) hozzáférhetőek, azonban ezek meglehetősen messze állnak az eredeti ételtől.